# Gravediggaz
I Gravediggaz sono stati un gruppo hip hop statunitense proveniente da Brooklyn (New York), attivo dal 1993 al 2004 e conosciuto per i temi macabri, l'oscuro senso dell'umorismo, i suoni minacciosi e irritanti presenti nelle loro canzoni.
Gravediggaz è un acronimo che sta per: God - Ruler  - Allah - Victory - Equality - Divine - I - God - God - Allah - Zig Zag Zig, ma è anche la parola gravediggers ("becchini") con grafia alterata.
Come il nome suggerisce, il gruppo mette in risalto i toni oscuri della personalità umana e sostiene l'idea che molta gente abbia il cervello ormai in fumo ("mentally brain-dead"), pur non accorgendosene.
I Gravediggaz si possono considerare uno dei pilastri del sottogenere hip hop horrorcore.

## Storia del gruppo

### Le origini
La storia inizia nel 1993, dopo l'uscita "Enter the 36 Chambers", album dei Wu-Tang Clan, che riscuote un notevole successo. Da una loro collaborazione con i Brother Grym e gli Stetsasonic, nasce il collettivo Gravediggaz.

#### Membri
Entrano a far parte del supergruppo:
- RZA leader del Wu-Tang Clan (1994 - 98);
- Frukwan dei Stetsasonic (1994 - 01);
- Too Poetic dei Brothers Grym, in quel periodo acquista crescente fama come MC, altresì grazie alla realizzazione del singolo "God Make Me Funky" (1994 - † 01);
- Prince Paul, quotato beatmaker da cui ha origine il gruppo, membro anch'esso degli Stetsasonic ha collaborato con De La Soul e Fine Young (1994 - 97).

### Lo sviluppo, 6 Feet Deep
Il 9 agosto 1994 il gruppo esordisce con "6 Feet Deep", conosciuto anche come "Niggamortis" (nome inizialmente considerato come titolo dell'album). L'album è un mix di cupo humor, violenza (ispirata a quella dei Geto Boys) e riferimenti esoterici. Inizialmente l'album non riscuote un gran successo, ma in seguito diventerà disco d'oro. Brani come "1-800 Suicide", "Defective Trip", "Diary of a Madman" e "Nowhere to Run, Nowhere to Hide", possono essere considerati dei classici del genere.
Ognuno dei quattro membri adotta un alter ego "Gravedigga", usato per lavorare all'interno del gruppo: The RZA diventa "The RZArector"; Frukwan, "The Gatekeeper"; Poetic, "The Grym Reaper" e Prince Paul, "The Undertaker".
Nel 1995 il gruppo realizza un EP intitolato "The Hell EP" assieme al britannico Tricky, artista trip hop.

### Il cambiamento, The Pick, The Sickle and The Shovel
Tre anni dopo, nel 1997, stilisticamente parlando, il gruppo decide di prendere una piega opposta al consueto andamento con l'uscita di "The Pick, The Sickle and The Shovel".
Il nuovo album, differentemente dal precedente, presenta produzioni più calme, toni meno umoristici trattando in maggior modo questioni sociali e politiche, trattando in maggior modo temi esoterici, infatti il gruppo nel nuovo album si presenta come un'entità divina.
L'unico che si oppone al nuovo andamento è Prince Paul, che prende gradualmente le distanze dal gruppo e che gioca un ruolo minore nel nuovo disco, producendo una sola traccia. RZA al contrario produce più tracce, gli MCs comunque decidono di affidare la produzione musicale al Wu-Syndicate (gli affiliati del Wu-Tang Clan provenienti dal Sud). Le collaborazioni sono con Killah Priest, Hell Razah e 9th Prince. Dopo l'uscita del CD nonostante tutto anche RZA, lascia il gruppo, intenzionato a perseguire i suoi progetti da solista.

### Il declino, Nightmare in A-Minor e 6 Feet Under
Nel 1998 il gruppo, ormai diventato un duo, recluta Dj Diamond J, ma nel 2001 Poetic scopre di avere un cancro al colon, fa in tempo a completare l'album per poi morire lo stesso anno nel mese di giugno.
Quindi nel 2002 esce "Nightmare in A-Minor", che include temi apocalittici e parla della malattia di Poetic. RZA quindi non partecipa all'album, inclusi gli affiliati del Wu-Tang Clan.
Nel 2003 Frukwan produce un album da solista, "Life".
L'ultimo e quarto album dei Gravediggaz è "6 Feet Under", che esce nel 2004 ed include canzoni tratte da "Nightmare in A-Minor" e da "Life".

## Discografia

### Album in studio
- 1994 - 6 Feet Deep (Niggamortis)
- 1997 - The Pick, The Sickle and The Shovel
- 2002 - Nightmare in A-Minor
- 2004 - 6 Feet Under

### Raccolte
- 1998 - 36 Chambers of Death
- 1998 - Scenes from the Graveyard

### Singoli / EP
- 1994 - Diary of a Madman
- 1994 - Nowhere to Run, Nowhere to Hide
- 1994 - 1-800 Suicide
- 1995 - Six Feet Deep EP
- 1995 - The Hell EP (Tricky vs Gravediggaz)
- 1997 - Unexplained
- 1997 - The Night the Earth Cried
- 1997 - Dangerous Mindz
- 2001 - Rest in Da East / Nightmare in A Minor